# Condado de Teton (Montana)
El condado de Teton (en inglés: Teton County) es uno de los 56 condados del estado estadounidense de Montana. En el año 2000 tenía una población de 6.445 habitantes con una densidad poblacional de una personas por km². La sede del condado es Choteau.

## Geografía
Según la Oficina del Censo, el condado tiene un área total de 5939 km² (2293,1 mi²), de la cual 5887 km² (2273,0 mi²) es tierra y 52 km² (20,1 mi²) (0.87%) es agua.

### Condados adyacentes
- Condado de Pondera - norte
- Condado de Chouteau - este
- Condado de Cascade - sur
- Condado de Lewis and Clark - sur
- Condado de Flathead - oeste

## Demografía
En el 2000 la renta per cápita promedia del condado era de $30,197, y el ingreso promedio para una familia era de $36,662. En 2000 los hombres tenían un ingreso per cápita de $25,794 versus $18,389 para las mujeres. El ingreso per cápita para el condado era de $14,635. Alrededor del 16.60% de la población estaba bajo el umbral de pobreza nacional.

## Comunidades

### Ciudad
- Choteau

### Pueblos
- Dutton
- Fairfield

### Lugares designados por el censo
- Power

### Otras comunidades
- Bynum
- Pendroy